# Aksel Aktaş
Aksel Aktaş (* 15. Juli 1999 in Audincourt) ist ein französisch-türkischer Fußballspieler.

## Karriere

### Vereine
Aktaş durchlief die Jugendmannschaften der Vereine AS Mezire und FC Sochaux und wurde 2016 bei Sochaux in den Profikader aufgenommen. Hier befand er sich zwei Spielzeiten lang sowohl im Mannschaftskader der Profimannschaft als auch der Reservemannschaft und absolvierte für beide Ligaspiele. 2018 wechselte er zu nach einer Spielzeit und einem Pflichtspieleinsatz zu Roda JC Kerkrade und setzte seine Karriere in den Niederlanden fort. Bei Kerkrade wurde er lediglich in der Reservemannschaft eingesetzt und blieb bei den Profis ohne Pflichtspieleinsatz.
Zur Saison 2019/20 wechselte er zum türkischen Erstligisten Kayserispor, den er zur Saison 2020/21 wieder verließ. Daraufhin spielte Aktaş von September 2020 bis August 2021 bei Fatih Karagümrük SK, woraufhin er von 2021 bis 2023 bei Gençlerbirliği Ankara unter Vertrag stand. 
Seit dem 15. Dezember 2023 steht Aktaş bei Bandırmaspor unter Vertrag.

### Nationalmannschaften
Aktaş begann seine Nationalmannschaftskarriere 2015 mit einem Einsatz für die französische U-16-Nationalmannschaft. 2018 wechselte er den Verband und spielt für die türkische U-18-Nationalmannschaft.